# Gobius tetrophthalmus
Gobius tetrophthalmus is een straalvinnige vissensoort uit de familie van grondels (Gobiidae). De wetenschappelijke naam van de soort is voor het eerst geldig gepubliceerd in 2001 door Brito & Miller.